# Лахуд, Эмиль Джамиль
Эми́ль Джами́ль Лаху́д (араб. اميل جميل لحود‎; род. 12 января 1936) — 10-й президент Ливана (1998—2007). С 1959 года служил в военно-морских силах Ливана. В 1989 году стал главнокомандующим Ливанской армии. В 1998 году был избран парламентом Ливана на должность президента страны сроком на шесть лет, в 2004 году его полномочия были продлены ещё на три года. В ноябре 2007 года ушёл в отставку.

## Биография
Эмиль Джамиль Лахуд родился 10 января 1936 года (по другим данным, 12 января 1936 года) в городе Баабдат района Матн в провинции Горный Ливан, в семье христиан-маронитов. Его отец Джамиль Лахуд, также известный как «Красный генерал», был офицером Ливанской армии: в 1959 году он стал генералом, в 1960 и 1964 годах избирался в парламент Ливана от района Матн, а в 1966 году занял должность министра труда и социальных дел. Мать Эмиля Адрина Баджакян имела армянские корни. В семье был ещё один ребёнок — Насри Лахуд (впоследствии — глава Совета верховного правосудия Ливана).
Начальное образование Лахуд получил в школе La Sagesse в Бейруте, продолжил учёбу в средней школе в Бруммане в Северном Метне, после чего уехал в Великобританию осваивать морское инженерное дело. Лахуд решил пойти по стопам своего отца, стать офицером. В октябре 1956 года он поступил в британский Королевский военно-морской колледж в Дартмуте и стал морским кадетом. В 1959 году он окончил колледж, получил воинское звание мичмана и начал служить на базе военно-морских сил Ливана в Бейруте — сначала в качестве инженера, затем командира патрульного корабля «Бейрут». В сентябре 1962 года ему было присвоено очередное воинское звание младшего лейтенанта. В сентябре 1965 года Лахуд был назначен командиром десантного корабля «Тир». В то же время (с февраля по август 1960 года и с мая по июнь 1965 года) он продолжал обучаться в Великобритании морскому инженерному делу и проведению спасательных операций.
В октябре 1966 года Лахуд стал командиром 2-го дивизиона ВМС Ливана. Осенью 1967 года он отправился в США, где обучался в Институте химических, биологических и радиационных исследований (Chemical Bactirio Radiation College (CBR) in the U.S.A.). В декабре 1968 года Лахуд стал командиром 1-го дивизиона ВМС Ливана, в апреле 1969 года получил звание лейтенанта. В марте 1970 года он начал работать в 4-м бюро штаба армии. С декабря 1972 года по июль 1973 года он учился на военно-морских штабных курсах в Род-Айленде (США). C августа 1973 года по июль 1979 года Лахуд возглавлял личный штаб главнокомандующего ливанской армии. В 1974 году он получил очередное воинское звание коммандер-лейтенанта, в 1976 году — коммандера. С июля 1979 года по июль 1980 года Лахуд учился в Военно-морском командном колледже в Род-Айленде, где получил звание капитана. После возвращения в Ливан он стал директором кадрового департамента ливанской армии, а в феврале 1983 года — главой военного департамента в министерстве обороны Ливана. В 1985 году Лахуду было присвоено воинское звание контр-адмирала.
По одним сведениям, в ходе гражданской войны в Ливане 1975—1990 годов Лахуд соблюдал нейтралитет. По другим данным, он поддерживал главнокомандующего ливанской армии генерала Мишеля Ауна, сражавшегося с сирийскими войсками, но позже стал сторонником Сирии и был уволен из армии. В сентябре 1988 года президент Ливана Амин Жмайель назначил Ауна премьер-министром переходного военного правительства, который стал практически исполнять обязанности главы государства. Но просирийские лидеры не признали Ауна и в ноябре 1989 года, после подписания Таифских соглашений, избрали президентом Рене Муавада. Через 17 дней после вступления на свой пост новый президент был убит, тогда вместо него был избран другой просирийский политик — Ильяс Храуи, утвердивший на посту премьер-министра Селима Хосса.
28 ноября 1989 года генерал Лахуд стал главнокомандующим ливанской армии — на эту должность его назначил Хосс. Аун объявил о начале освободительной войны против Сирии, но в октябре 1990 года четыре бригады под руководством Лахуда разбили его войска, и гражданская война в Ливане закончилась.
На посту главнокомандующего Лахуд занялся реформированием армии, ослабленной гражданской войной. Он заявил, что различные политические группировки должны разоружиться, а армия останется вне политики. В июне 1991 года Лахуд призвал в армию и внутреннюю службу безопасности шесть тысяч членов ливанских партий и создал для них специальные учебные лагеря, а позже объявил о всеобщей воинской повинности. В 1993 году новая система набора в армию начала работать — на военную службу были призваны 2500 человек. После реформы марониты, православные, католики, друзы, шииты, сунниты и другие представители ливанских этноконфессиональных общин перестали служить только в том регионе, из которого были призваны, чтобы исключить возможность формирования христианских или мусульманских военизированных группировок.
Лахуд стал готовить армию к противостоянию с Израилем как «главным врагом» Ливана, в то же время записав в «друзья» некоторые арабские страны, прежде всего Сирию. Лахуд укомплектовал армию военной техникой из США, России, Египта, Франции и Италии. По оценкам экспертов, он сумел превратить её в организованную структуру, включавшую представителей всех религиозных групп. По некоторым сведениям, Лахуд был тесно связан с сирийским руководством: так, он согласовывал назначения офицеров на высшие командные посты сначала с сирийцами, и лишь потом с премьер-министром Ливана.
По оценке некоторых экспертов, армия под руководством Лахуда сыграла ключевую роль в подавлении выступлений и недовольств, вызванных сирийской оккупацией и политикой, проводимой премьер-министром Рафиком Харири, возглавлявшим правительство с 1992 года. Так, в 1994 году армия уничтожила остатки христианского движения «Ливанские силы» и арестовала их лидеров, в том числе Самира Джааджаа.
28 февраля 1996 года Лахуд поддержал премьер-министра Харири в его противостоянии со Всеобщей конфедерацией трудящихся Ливана (ВКТЛ) и объявил о введении комендантского часа в Бейруте и во всех крупных городах страны, чтобы предупредить назначенную ВКТЛ на 29 февраля всеобщую забастовку и массовые демонстрации протеста против социально-экономической политики правительства. За день до того, 27 февраля 1996 года, представители правительства Харири заявили, что не допустят беспорядков в стране и подтвердили действие принятого летом 1995 года запрета на проведение массовых манифестаций, ответственность за выполнение которого была возложена на армию. По распоряжению Лахуда всем жителям было запрещено передвигаться по улицам, в города Ливана были введены бронетехника и армейские части, которым было предписано открывать огонь без предупреждения по всем лицам с оружием. После этого руководители ВКТЛ заявили, что профсоюзы подчинятся требованиям армии.
29 февраля 1996 года в 14 часов Лахуд заявил об отмене комендантского часа, но добавил, что армия будет продолжать выполнять функции по обеспечению безопасности в стране. По некоторым сведениям, в различных городах Ливана несколько десятков человек были арестованы за нарушение комендантского часа и отправлены в военные трибуналы. Введение комендантского часа привело к полному срыву массовых манифестаций.
15 октября 1998 года христианин-маронит Лахуд был избран президентом Ливана на шестилетний срок. Он получил голоса всех 118 депутатов парламента страны, присутствовавших на голосовании, хотя было достаточно лишь двух третей их голосов. Для этого ранее парламент утвердил поправку к 49-й статье ливанской конституции, которая «один раз в порядке исключения» позволила участвовать в борьбе за кресло президента государственному служащему 1-й категории (в том числе главнокомандующему армией): в соответствии с общим порядком госслужащие 1-й категории и судьи могли выдвигать свою кандидатуру только через два года после ухода в отставку с государственной службы. 24 ноября 1998 года, после истечения срока полномочий Храуи, Лахуд был приведен к присяге и стал одиннадцатым президентом Ливана.
Таким образом Лахуд занял одну из трех высших государственных должностей в Ливане и единственную, доступную христианину-марониту. Ещё в 1943 году в стране был принят «Национальный пакт», закрепляющий этноконфессиональный характер ливанской политической системы: президентом страны мог быть лишь представитель общины христиан-маронитов, премьер-министром — суннит, а председателем парламента — шиит. Кроме того, на основании квот распределялись места в парламенте и правительстве. Эта же система была закреплена и подписанными в октябре 1989 года Таифскими соглашениями, которые стали своеобразным компромиссом между различными общинами, вовлеченными в ливанскую гражданскую войну. При этом была увеличена доля мусульман в парламенте (депутатские места стали делиться поровну между ними и христианами), причем в дальнейшем планировалось отказаться от распределения мест в соответствии с этноконфессиональными квотами. Однако этого так и не произошло. По мнению экспертов, в сохранение подобной системы были заинтересованы христиане, составлявшие лишь 40 процентов населения Ливана.
В 1998 году из-за разногласий с Лахудом премьер-министр Ливана Харири ушел в отставку. Но в сентябре 2000 года именно Харири стал главным победителем ливанских парламентских выборов. Кроме того, его кандидатуру поддержал новый президент Сирии Башар Асад, и в результате Харири вновь стал премьер-министром страны. Но и после этого Харири и Лахуд часто занимали разные позиции по важнейшим вопросам жизни страны, что было одной из причин постоянных трений между ними. С другой стороны, союзником и политическим советником Лахуда являлся Карим Пакрадуни — в то время председатель партии Катаиб, придерживавшийся просирийской ориентации. Сотрудничеству Лахуда с Пакрадуни способствовало общность происхождения из армянской общины.
Лахуд продолжал заявлять, что Ливан и Израиль находятся в состоянии войны, даже после вывода израильских войск с южных территорий страны в мае 2000 года. По его словам, мирный договор не мог быть подписан до полного освобождение всех ливанских пленных и ливанских территорий (в том числе ферм Шебаа), возвращения Сирии Голанских высот, провозглашения независимого палестинского государства и соблюдения Израилем всех договоренностей, подписанных с начала арабо-израильского мирного процесса в Мадриде.
3 сентября 2004 года срок полномочий Лахуда был продлен ещё на три года. Для этого парламент внес соответствующие поправки в конституцию Ливана: «за» проголосовали 96 парламентариев, «против» — 29. В 1995 году парламент точно так же продлил полномочия предшественника Лахуда Ильяса Храуи на 3 года. По некоторым сведениям, Лахуд сумел продлить свои полномочия благодаря поддержке Сирии, сторонники которой доминировали в то время в парламенте Ливана.
В октябре 2004 года, после продления полномочий Лахуда, Харири вновь демонстративно ушел в отставку (хотя сам при этом проголосовал за продление президентского срока), а 14 февраля 2005 года погиб от рук террористов. Убийство Харири и других известных ливанцев — журналиста Самира Касира из оппозиционной газеты «Ан-Нахар», бывшего генерального секретаря коммунистической партии Жоржа Хауи, а также слабость сформированного в октябре 2004 года правительства Омара Караме и требование оппозиции вывести сирийские войска с территории Ливана привели к так называемой «Кедровой революции». В апреле 2005 года было сформировано новое правительство во главе с Наджибом Микати. Сирия вывела из Ливана свой воинский контингент. На очередных парламентских выборах в середине 2005 года победу одержали антисирийские политики, получив 72 из 128 мест.
Новое парламентское большинство стало добиваться отставки Лахуда с поста президента Ливана. В октябре 2005 года, по сведениям ливанского Центра политических исследований, 55,1 процента опрошенных ливанцев выступали за отставку президента Лахуда. 14 февраля 2006 года в Бейруте состоялась многотысячная манифестация, посвященная первой годовщине смерти Харири. Лахуд тогда заявил, что останется на своем посту до конца срока, который истекает в ноябре 2007 года. Весной 2006 года по инициативе председателя парламента Наби Берри состоялись несколько заседаний конференции национального диалога, или «диалога последнего шанса», при участии всех основных политических сил страны. Один из христианских лидеров Мишель Аун (бывший главнокомандующий, глава блока «Реформы и преобразования», получившего на парламентских выборах 2005 года 21 место) заявил о своем согласии занять пост главы государства в случае отставки президента. За отставку Лахуда выступил глава маронитской церкви Ливана патриарх Насрулла Бутрос Сфейр. По мнению некоторых экспертов, в 2006 году политический кризис мог привести к новой гражданской войне.
После начала в июле 2006 года очередной ливано-израильской войны Лахуд обвинил Израиль в разрушении Ливана и поддержал движение сопротивления под руководством шиитской группировки «Хезболла», которая и спровоцировала конфликт. Он заявил, что главные противоречия в ливано-израильских отношениях остались прежними: неопределенный статус района ферм Шебаа, ливанские пленные в Израиле и палестинские беженцы в Ливане. В августе 2006 года Лахуд одобрил решение правительства направить 15 тысяч военнослужащих ливанской армии на юг страны сразу после прекращения огня и потребовал предварительного вывода оттуда израильских войск.
В ночь с 23 на 24 ноября 2007 года истекли президентские полномочия Лахуда. Он ушел в отставку несмотря на то, что депутаты так и не смогли выбрать нового президента страны, предприняв с сентября 2007 года четыре попытки. Полномочия президента должны были временно отойти премьер-министру страны Фуаду Синиоре, но Лахуд передал их главнокомандующему армии генералу Мишелю Сулейману. Спикер парламента Берри заявил, что выборы президента должны были состоятся 30 ноября 2007 года, однако позднее они были перенесены на 7 декабря 2007 года. В дальнейшем на протяжении долгого времени оппозиционные силы блокировали президентские выборы, настаивая на том, чтобы им предоставили право вето на решения правительства. В мае 2008 года после массовых беспорядков, организованных «Хизбаллой» в Бейруте, президент все же был избран — им стал Сулейман.
После отставки Лахуд изредка появлялся в прессе с антиизраильскими выступлениями. В октябре-ноябре 2008 года он посетил Иран, где встретился с высшими лицами страны, в том числе с президентом Махмудом Ахмадинеджадом, и поблагодарил Иран за поддержку Ливана. В январе 2009 года Лахуд также выступил в поддержку палестинского движения ХАМАС во время военной операции, проводившейся израильской армией против этого движения в секторе Газа.

## Награды
Награды Ливана
| Страна | Дата                            | Награда                     | Награда                    | Литеры |
| ------ | ------------------------------- | --------------------------- | -------------------------- | ------ |
| Ливан  | 24 ноября 1998 – 23 ноября 2007 | Гроссмейстер                | ордена Заслуг              |        |
| Ливан  | 24 ноября 1998 —                | Кавалер специального класса | ордена Заслуг              |        |
| Ливан  | 1988 — 24 ноября 1998           | Кавалер 1 класса            | ордена Заслуг              |        |
| Ливан  | 1983 — 1988                     | Кавалер 2 класса            | ордена Заслуг              |        |
| Ливан  | 1971 — 1983                     | Кавалер 3 класса            | ордена Заслуг              |        |
| Ливан  | 24 ноября 1998 – 23 ноября 2007 | Гроссмейстер                | Национального ордена Кедра |        |
| Ливан  | 1993 —                          | Кавалер Большой ленты       | Национального ордена Кедра |        |
| Ливан  | —                               | Гранд-офицер                | Национального ордена Кедра |        |
| Ливан  | 1983 —                          | Командор                    | Национального ордена Кедра |        |
| Ливан  | 1989 —                          | Офицер                      | Национального ордена Кедра |        |

Награды иностранных государств
| Страна                            | Дата вручения   | Награда                                                              | Награда                                                              | Литеры |
| --------------------------------- | --------------- | -------------------------------------------------------------------- | -------------------------------------------------------------------- | ------ |
| США                               | 1974 —          | Медаль ВМФ и Корпуса морской пехоты                                  | Медаль ВМФ и Корпуса морской пехоты                                  |        |
| Италия                            | 5 ноября 1997 — | Гранд-офицер ордена «За заслуги перед Итальянской Республикой»       | Гранд-офицер ордена «За заслуги перед Итальянской Республикой»       |        |
| Иордания                          | 1999 —          | Кавалер цепи ордена Хусейна ибн Али                                  | Кавалер цепи ордена Хусейна ибн Али                                  |        |
| Катар                             | 1999 —          | Кавалер цепи ордена Независимости                                    | Кавалер цепи ордена Независимости                                    |        |
| Армения                           | 2000 —          | Кавалер ордена Святого Месропа Маштоца                               | Кавалер ордена Святого Месропа Маштоца                               |        |
| Бахрейн                           | 2000 —          | Кавалер цепи ордена аль-Халифа                                       | Кавалер цепи ордена аль-Халифа                                       |        |
| Египет                            | 2000 —          | Кавалер Ожерелья Нила                                                | Кавалер Ожерелья Нила                                                |        |
| ОАЭ                               | 2000 —          | Кавалер цепи ордена Федерации                                        | Кавалер цепи ордена Федерации                                        |        |
| Саудовская Аравия                 | 2000 —          | Кавалер цепи ордена короля Абдель-Азиза                              | Кавалер цепи ордена короля Абдель-Азиза                              |        |
| Греция                            | 2001 —          | Кавалер Большого креста ордена Спасителя                             | Кавалер Большого креста ордена Спасителя                             |        |
| Монако                            | 2001 —          | Кавалер Большого креста ордена Гримальди                             | Кавалер Большого креста ордена Гримальди                             |        |
| Марокко                           | 2001 —          | Кавалер Специальной степени ордена Мухамадийя                        | Кавалер Специальной степени ордена Мухамадийя                        |        |
| Румыния                           | 2001 —          | Кавалер цепи ордена Звезды Румынии                                   | Кавалер цепи ордена Звезды Румынии                                   |        |
| Словакия                          | 2001 —          | Кавалер ордена Двойного белого креста 1 класса                       | Кавалер ордена Двойного белого креста 1 класса                       |        |
| Тунис                             | 2001 —          | Кавалер цепи ордена 7 ноября 1987 года                               | Кавалер цепи ордена 7 ноября 1987 года                               |        |
| Франция                           | 2001 –          | Кавалер Большого креста                                              | ордена Почётного легиона                                             |        |
| Франция                           | 1996 — 2001     | Командор                                                             | ордена Почётного легиона                                             |        |
| Йемен                             | 2002 —          | Кавалер ордена Республики                                            | Кавалер ордена Республики                                            |        |
| Кипр                              | 2002 —          | Кавалер цепи ордена Макариоса III                                    | Кавалер цепи ордена Макариоса III                                    |        |
| Оман                              | 2002 —          | Кавалер Военного ордена Омана 1 класса                               | Кавалер Военного ордена Омана 1 класса                               |        |
| Сирия                             | 2002 —          | Кавалер ордена Омейядов 1 класса                                     | Кавалер ордена Омейядов 1 класса                                     |        |
| Украина                           | 2002 —          | Кавалер ордена князя Ярослава Мудрого 1 класса                       | Кавалер ордена князя Ярослава Мудрого 1 класса                       |        |
| Алжир                             | 23 июля 2002 —  | Athir Национального ордена Заслуг                                    | Athir Национального ордена Заслуг                                    |        |
| Болгария                          | 2003 —          | Кавалер ордена Стара планина 1 класса                                | Кавалер ордена Стара планина 1 класса                                |        |
| Международный олимпийский комитет | 2003 —          | Кавалер Золотого олимпийского ордена                                 | Кавалер Золотого олимпийского ордена                                 |        |
| Бразилия                          | 2004 —          | Кавалер цепи ордена Южного Креста                                    | Кавалер цепи ордена Южного Креста                                    |        |
| Венгрия                           | 2004 —          | Кавалер цепи ордена Заслуг                                           | Кавалер цепи ордена Заслуг                                           |        |
| Польша                            | 2004 —          | Кавалер Большого креста ордена «За заслуги перед Республикой Польша» | Кавалер Большого креста ордена «За заслуги перед Республикой Польша» |        |

- Почётный гражданин Еревана (Армения, 2001)